# Jean-Pierre Tagliaferri
Pour les articles homonymes, voir Tagliaferri.
 (février 2024).
Si vous disposez d'ouvrages ou d'articles de référence ou si vous connaissez des sites web de qualité traitant du thème abordé ici, merci de compléter l'article en donnant les références utiles à sa vérifiabilité et en les liant à la section « Notes et références ».
Jean-Pierre Tagliaferri est un acteur de cinéma français, né le 27 septembre 1948 à Paris 13e.
Ancien délinquant, il se tourne vers le cinéma après sa sortie de l'une de ses nombreuses incarcérations. Proche de Didier Bourdon, il participe à de nombreux films des Inconnus.

## Biographie
Jean-Pierre Tagliaferri a commencé sa carrière d’acteur dans la deuxième moitié des années 1990, notamment en interprétant des rôles dans tous les films des Inconnus, puisqu'il est proche de Didier Bourdon.
Lors de ses apparitions sur grand écran il campe presque toujours le rôle d’un gangster, d’un gitan ou encore d’un ex-prisonnier. Ce dernier rôle rejoint sa vie privée puisque, avant d’être comédien, il a fait de nombreux séjours en prison pour des faits de braquage (à Clairvaux, Poissy, la Santé…). Après une énième condamnation, il est libéré en 1994 après onze années passées derrière les barreaux.
À la suite de sa sortie de prison il décide de mettre à profit ses compétences sportives en postulant dans une piscine parisienne pour devenir « coach sportif » spécialisé dans le hatha yoga. Dans ses cours se croisent entre autres Didier Bourdon, Gérard Darmon ou encore Vincent Lindon. Ces rencontres seront déterminantes pour la suite de sa vie, puisque ses premiers pas au cinéma seront guidés par son ami Didier Bourdon avec qui il s’est lié d’amitié lorsqu’il lui enseignait le yoga ; il apparaît d'ailleurs pour la première fois au cinéma dans le Pari, comme professeur de yoga.
Deux livres lui ont été consacrés : une biographie Je n’ai jamais tué quelqu’un qui ne le méritait pas de Kristina Dariosecq  et une biographie romancée L’homme qui marchait avec une balle dans la tête de Philippe Pollet-Villard. Cet auteur décida après sa rencontre avec Jean Pierre Tagliaferri de s’inspirer de sa vie pour en faire un roman. L'acteur revient sur ses souvenirs de braqueurs dans la série de podcast en quatre épisodes Le tonton flingueur, écrite par Eric Robin pour Arte radio.

### Vie privée
Le 22 mai 2005, il célèbre à Montmartre son vrai-faux mariage avec sa compagne depuis 1996, Kristina Dariosecq, comédienne, mannequin et écrivain. Leurs témoins sont les comédiens Didier Bourdon et Jean-Claude Dreyfus. La réalisatrice Nadine Monfils et le directeur de cabaret Michou font également partie de la cérémonie qui sera un écho au vrai faux mariage de Coluche et Thierry Le Luron dans les années 1980.

### Filmographie
Jean-Pierre Tagliaferri a collaboré à de nombreux films des Inconnus ; il a également tourné sous la direction de Michel Delgado, Frédéric Comet et Simon Vautier.
- 2014 : Les Trois Frères : Le Retour : JP
- 2012 : Le Rêveur et les Truands
- 2010 : À bout portant (non crédité au générique)
- 2009 : Bambou : Angelo
- 2007 : Bouquet final : le chef des Gitans
- 2005 : Rencontre du quatrième type (court métrage)
- 2003 : Sept ans de mariage : M. Masson
- 2001 : Les Rois mages : un flic de la boîte
- 1999 : Doggy Bag : le portier chez Jojo
- 1999 : L'Extraterrestre : un biker
- 1997 : Le Pari

### Émissions radiophoniques
- « Le tonton flingueur » le 16 octobre 2020 de Eric Robin sur Arte Radio.